# Nomada kornosica
Nomada kornosica är en biart som beskrevs av Mavromoustakis 1958. Nomada kornosica ingår i släktet gökbin, och familjen långtungebin. Inga underarter finns listade i Catalogue of Life.